# 亞德里安 (密歇根州)
亞德里安（英語：Adrian）是一個位於美國密歇根州萊納維縣的城市。根據2010年美國人口普查，該地共人口21133人，而該地的面積約為21.10平方千米。同時該地也是萊納維縣的縣治。

## 地理
亞德里安的座標為41°53′47″N 84°02′16″W / 41.89639°N 84.03778°W，而該地的平均海拔高度為240米（即787英尺）。